# مهدی اسلام‌پناه
مهدی اسلام‌پناه (زادهٔ ۱۳۶۳) مدیر اجرایی ایرانی است که از آبان سال ۱۴۰۰ تا آذر ۱۴۰۳ رئیس سازمان ملی استاندارد ایران بوده است. وی استاد دانشگاه و دارای مدرک دکترای خط و مشی و همچنین پست دکترای کسب و کارهای نوین و متخصص در امور اقتصاد تولید می‌باشد که علاوه بر راه اندازی و مدیرعاملی چندین شرکت دانش بنیان، مسئولیت‌هایی از جمله قائم‌مقام و معاونت تولید شرکت دخانیات ایران، مدیر کل صنایع نساجی و پوشاک وزارت صنعت، معدن و تجارت را تاکنون بر عهده داشته و همچنین مؤلف چندین جلد کتاب تخصصی در حوزه صنعت و معدن و مدیریت می‌باشد.
ریاست ۳ ساله اسلام‌پناه بر سازمان ملی استاندارد یکی از جنجالی‌ترین دوره‌های این سازمان فنی و تخصصی بود و تصفیه‌های گسترده و عملکرد ایدئولوژیک در حوزه‌های مختلف از مهم‌ترین اتفاقات این دوران بود.
در زمان ریاست در سازمان ملی استاندارد ایران با وجود اینکه بیش از یک دهه از تغییر عنوان این سازمان از «مؤسسه استاندارد و تحقیقات صنعتی ایران» به «سازمان ملی استاندارد ایران» می‌گذشت، با دستور وی عنوان و نماد این سازمان از ISIRI به INSO به روز رسانی شد. که این اقدام واکنش‌های متفاوتی در رسانه‌ها در پی داشت.
در زمان ریاست وی، سازمان ملی استاندارد ایران توانست رتبه بیستمین دستگاه استانداردسازی در میان کشورهای عضو سازمان جهانی استاندارد و عضویت کامل در مجامع بین‌المللی زیادی از جمله اتحادیه اعتبارسنجی بین‌المللی آزمایشگاه‌های ایلک (ILAC)را به دست بیاورد.
از مهدی اسلام‌پناه در زمان استیضاح سید رضا فاطمی امین به عنوان یکی از گزینه‌های اصلی تصدی وزارت صنعت، معدن و تجارت نام برده می‌شد.

## آثار
کتاب‌ها:
- آموزش و توسعه منابع انسانی، به اتفاق سید مهدی الوانی[۱۴]
- مدیریت استراتژیک منابع انسانی، به اتفاق سید مهدی الوانی[۱۵]
- بازدارندگی از فساد اداری، به اتفاق سید مهدی الوانی[۱۶]
- روش‌شناسی علمی در علوم اسلامی، به اتفاق سید مهدی الوانی[۱۷]
- کتاب حکومت کارآمد و ارتقاء کیفیت زندگی مطلوب، به اتفاق سید مهدی الوانی[۱۸]
- کتاب بازکاوی غده سرطانی فساد از منظر سلامت اداری، به اتفاق سید مهدی الوانی[۱۹]
- کتاب فراسوی مدیریت استراتژیک منابع انسانی[۲۰]
- الزامات مهارت‌های کارآفرینی جامعه نخبگان در ایجاد کسب و کارهای دانش‌بنیان[۲۱]
- مدیریت کارآمد خداوند[۲۲]
- ارتقاء سلامت نظام اداری از منظر آموزه‌های اسلامی[۲۳]
- مدیریت خداوند در تکامل جامعه ایمانی: سیر نزول آیات یا ایهاالذین آمنوا[۲۴]
- اقتصاد مقاومتی (کالاهای ایرانی و برند ملی)[۲۵]

## حواشی
در زمان مدیریت وی در سازمان ملی استاندارد مجوز استاندارد خودروهای سمند، تیبا ۱ و تبیا۲ تمدید نشدو عملاً این خودروها از چرخه تولید و شماره گذاری خارج شدند و وی در مصاحبه ای با صدا و سیمای جمهوری اسلامی ادعا داشت روند حذف خودروهای بی کیفیت از چرخه تولید ادامه خواهد داشت. این واکنش‌های اسلام‌پناه در رسانه‌ها واکنش‌های منفی و مثبت بسیاری داشت و بسیاری از شهروندان ادعای وی را واکنشی در قبال انتقادات پلیس راهور تلقی کردند.
بعد از این اقدام سخنگوی وزارت صمت در مصاحبه ای اعلام کرد به دنبال رفع ایرادات گرفته شده و بازگشت این خودروها به چرخه تولید می‌باشند که این خبر منجر به واکنش‌های بسیاری در فضای مجازی شد.
گفته می‌شود مهدی اسلام‌پناه داماد محمد محمدیان، معاون ارتباطات حوزوی دفتر رهبری جمهوری اسلامی ایران است. انتصاب او به ریاست سازمان ملی استاندارد ایران با انتقادهایی در فضای مجازی همراه بود.
همچنین پس از استقرار دولت چهاردهم و روی کار آمدن دولت مسعود پزشکیان کارزارهایی جهت عزل وی ایجاد گردید.